# Джек Ліндсі
Джек Ліндсі (англ. Jack Lindsay, 20 жовтня 1900, Мельбурн, Австралія — 8 березня 1990, Кембридж, Велика Британія) — британський письменник, критик, політичний діяч. Член Компартії Великої Британії з 1941.

## Біографія
Джек Ліндсей народився у Австралії, у місті Мельбурн, 20 жовтня 1900 року. Він був старшим сином художника, скульптора і письменника Нормана Ліндсі. Молодший брат Джека, Філіп, був австралійським письменником, автором історичних новел.
Шкільні роки його пройшли у місті Брисбен, столиці штату Квінсленд. Вищу освіту здобув у Квінслендському університеті. У 1920-х роках він друкував розповіді та вірші у популярному австралійському тижневику «The Bulletin», а також редагував літературні журнали «Vision» (разом з батьком Норманом Ліндсі) та «London Aphrodite». У 1926 році він виїхав з Австралії до Великої Британії.
У Британії жив спочатку у Ессексі, потім — у Корнуолі. Ліндсей примкнув до лівих партій, писав для «Left Review» та наприкінці 1930-х років приєднався до Комуністичної партії Великої Британії, ставши її членом у 1941 році. Він почав писати романи, живучи в Корнуолі.
Під час Другої світової війни він служив у британській армії спочатку в Королівському корпусі зв'язку.
Був нагороджений радянським орденом «Знак Пошани».

## Творчість
Романи «Ми повернемось» (1942), «Вище за страх» (1943), збірка віршів «Другий фронт» (1944), написані в період Другої світової війни, мають антифашистське спрямування. В романах «1649. Історія одного року» (1938), «Люди сорок восьмого року» (1948), «Багаття у Смітфілді» (1950), «Місто-потвора. Лондон часів Д. Дефо 1688—1730» (1978) показав боротьбу народних мас. Епопея «Британський шлях» (1953— 63) — про сучасну Англію, про всезростаючу роль її робітничого класу. Виступає як публіцист, літературознавець (монографії про Ч. Діккенса, 1949; Дж. Мередіта, 1955; кн. «Трубадури і їхній світ XII і XIII століть», 1976), історик (праці про У. Тайлера, 1964), мистецтвознавець (дослідження про Г. Курбе, 1973; та ін.). Видав дві антології своїх перекладів «Російська поезія 1917—1955» (1957) і «Сучасна російська поезія» (1960). Переклав шість віршів   Т. Шевченка (1939). В 1949 вперше відвідав СРСР, зокрема Україну. Автор книжки «Світ майбутнього. Щоденник подорожі по Радянському Союзу» (1950) й поетичного циклу «Три листи до Миколи Тихонова» (1950).

## Українські переклади
- Бунт синів. — К., 1964.
- Втікачі. — К., 1978.